# Slachthuis (Haarlem)
Het Slachthuis is een voormalig openbaar abattoir in de Nederlandse stad Haarlem. Het complex werd in 1907 geopend om zo aan de vraag naar vlees vanuit de regio te voldoen. Zo werd onder andere het vlees van de hier geslachte dieren naar de Vleeshal op de Grote Markt gebracht, om daar verkocht te worden. In 1993 verloor het slachthuis zijn functie, er werd toen nog wel een tijdje vlees verwerkt en gedistribueerd. Het slachthuis heeft daarna een lange tijd leeg gestaan en is toen in verval geraakt. Er wordt nu door de gemeente aan gewerkt om een herbestemming te vinden voor het terrein dat inmiddels een gemeentelijk monument is. Zo wordt er gewerkt aan een popmuziekschool van het Patronaat, en woningen op deze locatie. Het slachthuis is de naamgever van de wijk waarin hij gelegen is, namelijk de Slachthuiswijk.
In november 2018 werd bekend dat er twee aannemers zijn gevonden die het slachthuisterrein zullen ontwikkelen tot het Slachthuishof, waar ruimte zal zijn voor wonen, werk, horeca, culturele voorzieningen en het popcentrum.

## Gebouwen
Het complex is sinds 2010 aangewezen als gemeentelijk monument, hierin zijn de volgende gebouwen opgenomen.
- Directeurswoning
- Administratiegebouw
- Keurmeesterswoning
- Runderstallen
- Centrale Slachthuishal (met kenmerkende watertoren)
- De monumentale muur (de originele toegangspoort is verdwenen)